# Geir Hansteen Jörgensen
Geir Hansteen Jörgensen, född 1968, är en svensk film- och TV-regissör. Han är mest känd för Det nya landet och Solisterna, som båda vunnit en rad priser utomlands och i Sverige. Han har även regisserat Riksorganet, en politisk satirserie i dockfilmsform. 

## Filmografi
- Räveld (1994)
- Nöd ut (1996)
- Närkontakt (1997)
- Riksorganet (1998)
- La Città Dolente (1998)
- Sjätte dagen (1999)
- Det nya landet (2000)
- Solisterna (2003)